# Ali Dia
Ali Dia (Dakar, Senegal, 20 de agosto de 1965) es un exfutbolista senegalés que profesionalmente disputó sólo un partido, en la Premier League, jugando para el Southampton Football Club, alegando falsamente ser un primo del futbolista liberiano George Weah.
Su carrera futbolística se circunscribió, desde sus comienzos y hasta 1996, a equipos amateurs de Francia, Finlandia, Alemania e Inglaterra.
En noviembre de 1996, el por entonces director técnico del Southampton, Graeme Souness, recibió una llamada  telefónica de alguien que decía ser George Weah, delantero estrella del fútbol liberiano y en ese momento en las filas del AC Milan. El motivo de la llamada fue para recomendarle a un primo suyo que se llamaba Ali Dia y que, después de haber jugado en el Paris Saint-Germain, se había quedado sin equipo. Además le contó que Dia había jugado 13 partidos para el seleccionado de Senegal.
El Southampton pasaba por un mal momento futbolístico y tenía una larga lista de lesionados y entonces Souness, buscando alternativas para solucionar sus problemas, le ofreció a Dia un contrato (en Inglaterra fichan los entrenadores) de un mes, habitual en el fútbol inglés.
La prueba de Dia estaba prevista para el encuentro entre los equipos de reserva del Southampton y del Arsenal pero la lluvia produjo que el partido se cancelara, lo que llevó a que, frente a las bajas del plantel, el técnico lo convocara para el siguiente partido de la Premier League contra el Leeds.
El encuentro se disputó el 23 de noviembre de 1996 en The Dell (que por entonces era el estadio del Southampton). En el minuto 34, Matthew Le Tissier, la estrella del equipo, se lesionó, tuvo que ser sustituido y Souness tuvo que introducir en el campo a Ali Dia, que ingresó con la camiseta número 33.
Una vez dentro quedó demostrado que nunca había sido profesional: no sabía ubicarse dentro de la cancha, no tenía idea de táctica, casi no sabía ni golpear la pelota. Solamente al minuto de entrar, tuvo una oportunidad de gol que fue atajado por el portero del Leeds, pero luego de eso no demostró más, sino que corría sin casi tener la pelota. Duró 43 minutos hasta que fue reemplazado por Ken Monkou. El encuentro terminó con una derrota del Southampton por 2 a 0.
Terminado el encuentro, Souness telefoneó a Weah para pedirle explicaciones encontrándose con el desconocimiento del futbolista, que aseguró que él nunca había llamado, que no tenía un primo llamado Ali Dia y que no sabía nada de lo que le estaba hablando. Al tiempo se supo que quien había realizado la llamada había sido un compañero de Dia.
Por su parte, Dia no apareció al siguiente entrenamiento argumentando una lesión y desde entonces nadie más lo volvió a ver por allí.
Tras su corto paso por el Southampton, quedó catalogado como "el peor futbolista de la historia". Hasta el propio Matthew Le Tissier en una entrevista recordó que "corría por la cancha como Bambi sobre hielo; fue muy vergonzoso verlo".
Ali Dia se licenció en 2001 en la Universidad de Northumbria, pero nunca más volvió a jugar profesionalmente al fútbol.

## Clubes[6][1]
| Club                      | País       | Año       |
| ------------------------- | ---------- | --------- |
| AS Beauvais               | Francia    | 1988–1989 |
| Dijon Football Côte d'Or  | Francia    | 1989–1990 |
| ES La Rochelle            | Francia    | 1990–1991 |
| Olympique Saint-Quentin   | Francia    | 1991–1992 |
| FinnPa Helsinki           | Finlandia  | 1995      |
| PK-35 Vantaa              | Finlandia  | 1995      |
| VfB Lübeck                | Alemania   | 1995      |
| Southampton Football Club | Inglaterra | 1996      |
| Gateshead Football Club   | Inglaterra | 1996–1997 |